# Раківчицька сільська рада
| Раківчицька сільська рада — орган місцевого самоврядування у Коломийському районі Івано-Франківської області з адміністративним центром у с. Раківчик. Історична дата утворення: в 1940 році. Водоймища на території, підпорядкованій даній раді: річки Коломийка, Товмачик. Сільській раді підпорядковані населені пункти: - с. Раківчик |

## Склад ради
Рада складається з 16 депутатів та голови.

### Керівний склад ради
| ПІБ                             | Основні відомості                                                 | Дата обрання | Дата звільнення |
| ------------------------------- | ----------------------------------------------------------------- | ------------ | --------------- |
| Заграновський Василь Васильович | Сільський голова, 1967 року народження, освіта                    | 26.03.2006   | 31.10.2010      |
| Заграновський Василь Васильович | Сільський голова, 1967 року народження, освіта вища, безпартійний | 31.10.2010   |                 |

Примітка: таблиця складена за даними джерела